# Nußrain
Nußrain  ist ein Gemeindeteil der Gemeinde Lengdorf im Landkreis Erding in Oberbayern.

## Lage
Die Einöde Nußrain liegt 3,3 Kilometer nordöstlich des Rathauses von Lengdorf.

## Bevölkerungs- und Ortsentwicklung
Im Mai 1987 lebten in Nußrain sechs Einwohner in zwei Wohngebäuden.
| Jahr      | 1871 | 1925 | 1950 | 1970 | 1987 |
| Einwohner | 17   | 14   | 16   | 7    | 6    |